# Gilia scopulorum
Gilia scopulorum là một loài thực vật có hoa trong họ Polemoniaceae. Loài này được M.E.Jones mô tả khoa học đầu tiên năm 1881.

## Hình ảnh

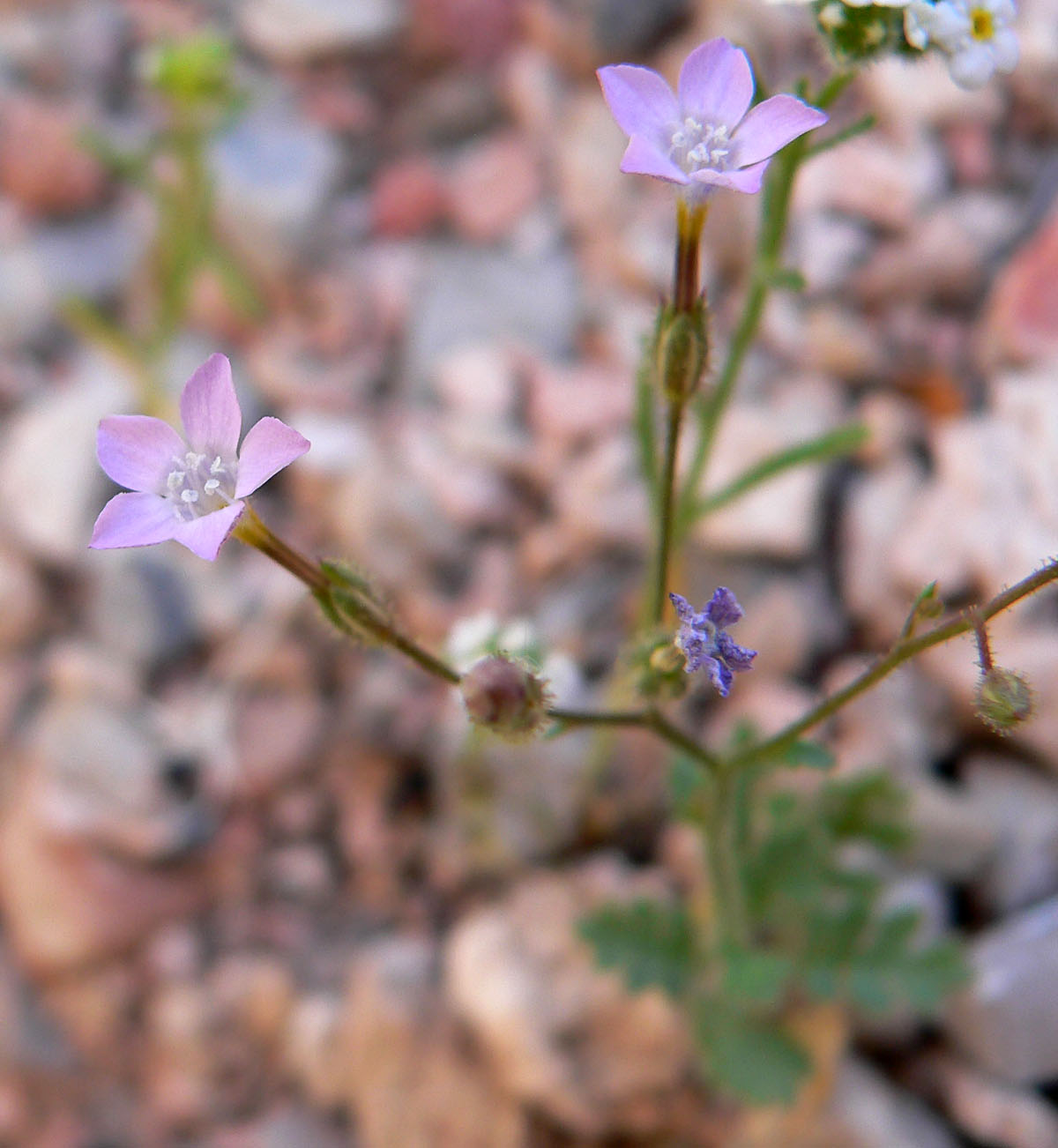
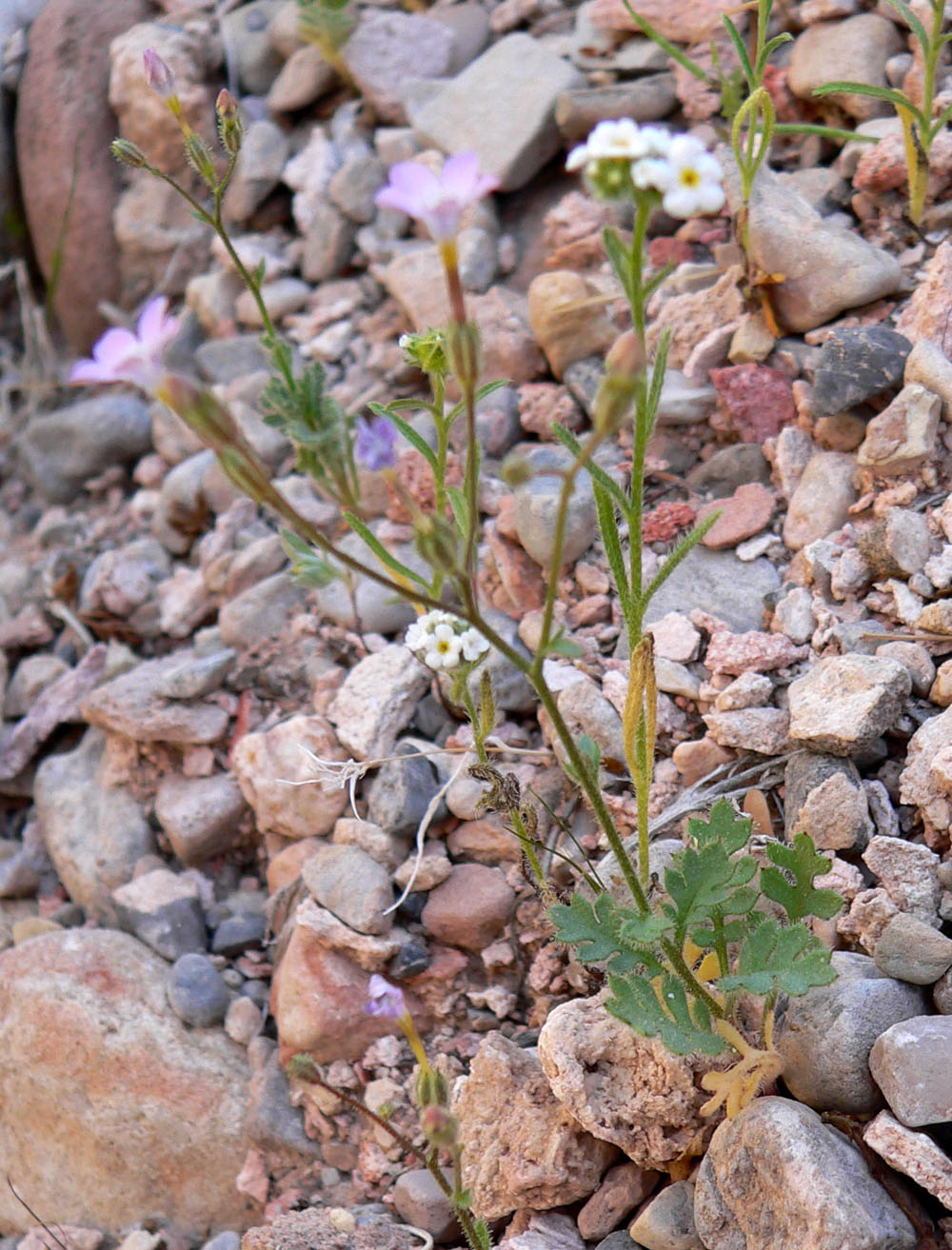
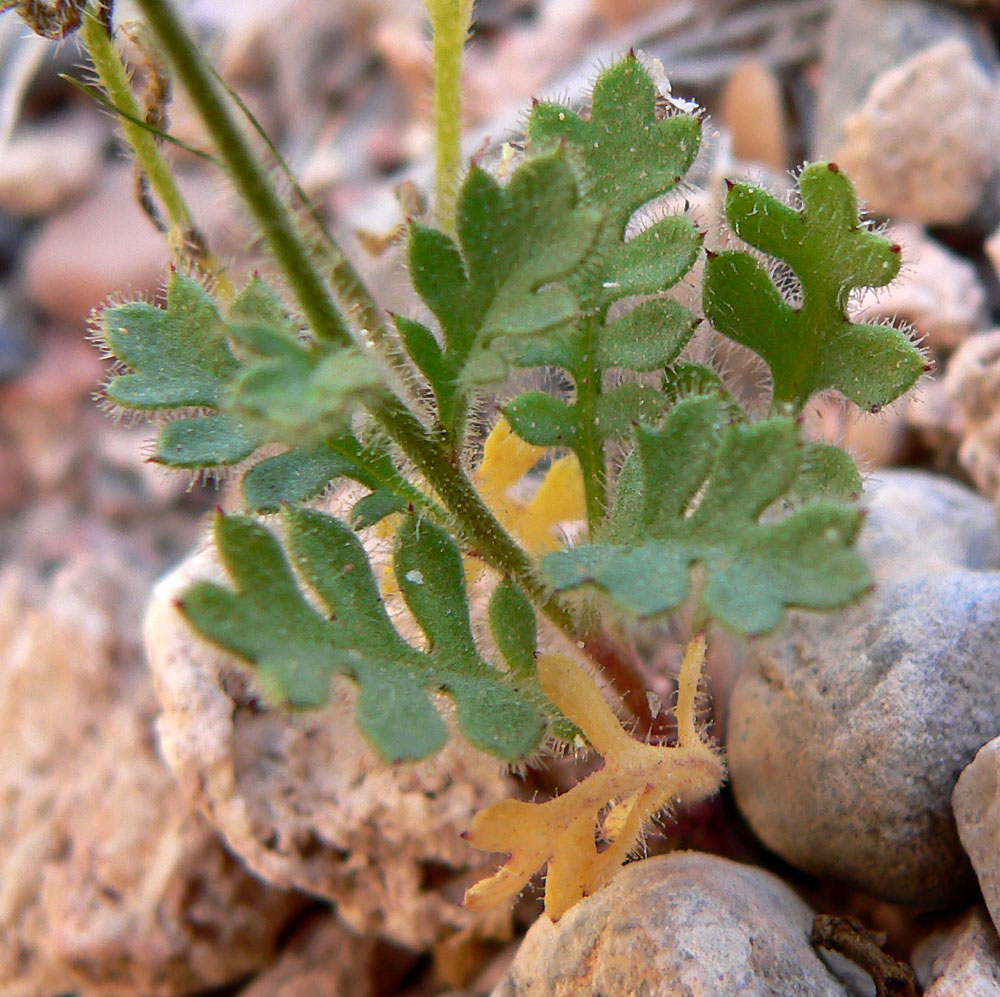
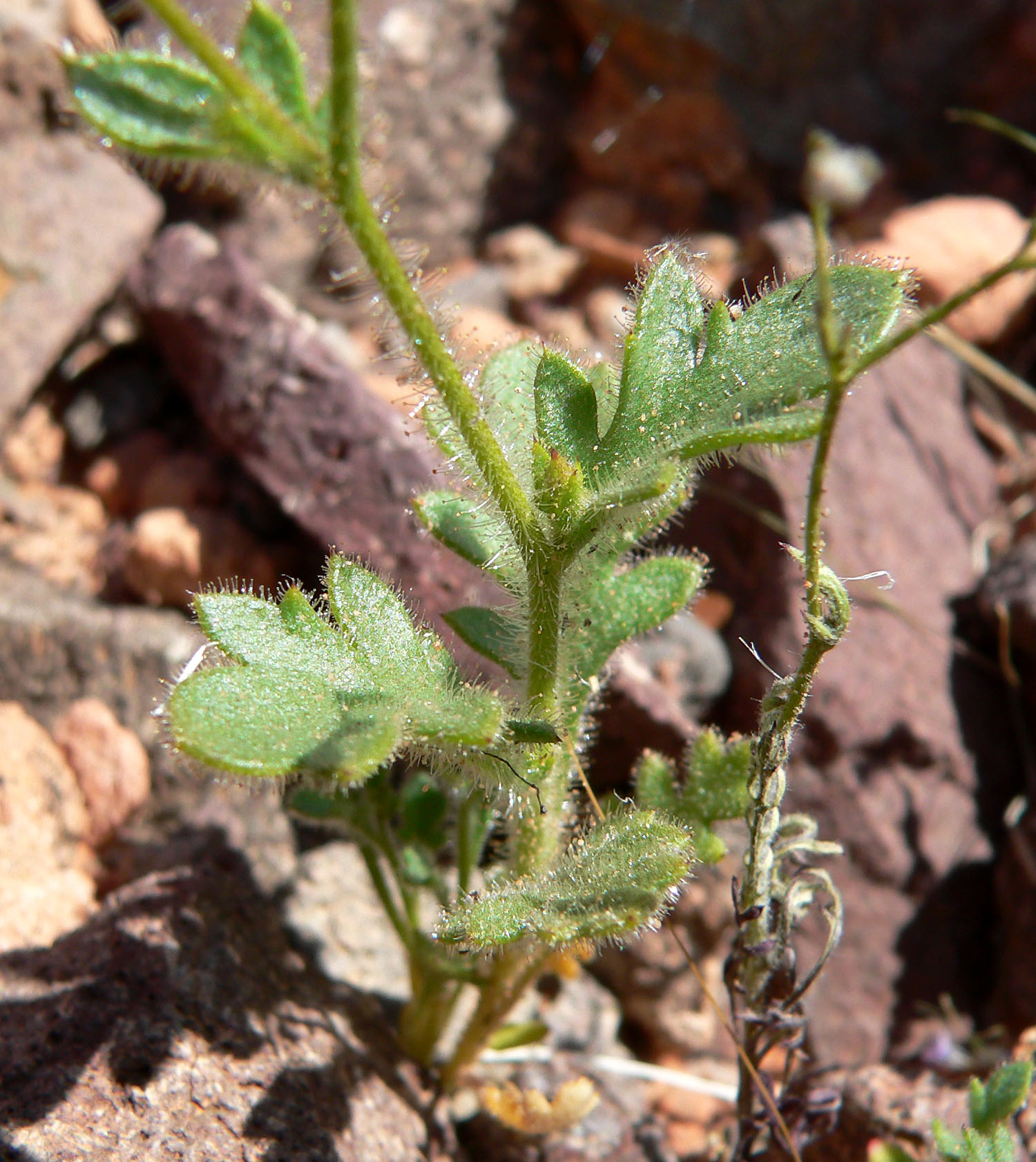